# It’s Only Rock’n’Roll (album Hardcore Superstar)
It's Only Rock'n'Roll - jest to pierwszy album glam rockowego zespołu Hardcore Superstar. Został wydany jedynie w Szwecji. Dużo nagranych piosenek zostało do następnego albumu Bad Sneakers and a Piña Colada.

## Lista utworów
1. Hello/Goodbye
2. Baby Come Along
3. Sendmyself to Hell
4. Bubblecum Ride
5. Rock 'n' Roll
6. Someone Special
7. Dig a Hole
8. Punk Rock Song
9. Right Here, Right Now
10. So Deep Inside
11. Fly Away [ghost track]